# Monoral
Monoral ist eine japanische Alternative-Rock-Band.

## Geschichte
1999 entschieden Ali Morizumi und Anis Shimada, die beide zuvor als Visual Jockeys bei MTV Japan gearbeitet hatten, sich, ihre Musikkarriere zu starten und ihre eigene Band zu gründen. Shimada ist Sänger und Gitarrist und Morizumi ist Bassist und Gitarrist. Ihr erstes Mini-Album erschien am 7. Juli 2001 und enthielt fünf von der Band geschriebene und produzierte Titel. Der Hauptfokus der Band liegt auf Liveauftritten.
Ebenfalls im Jahr 2001 begannen sie mit der Tradition, jedes Jahr Halloweenkonzerte zu veranstalten. 2005, spielten sie bei HALLOWEEN OF THE LIVING DEAD, das von Hyde organisiert wurde und bei dem auch Olivia Lufkin, High and Mighty Color und Mika Nakashima auftraten. Das erste Studioalbum Petrol wurde im Juli 2005 veröffentlicht. 2006 veröffentlichte Monoral das Lied Kiri auf iTunes, das als Titellied für Ergo Proxy verwendet wurde.
Im Juli 2007 veröffentlichte die Band ihr zweites Album Turbulence und trat an verschiedenen Veranstaltungsorten und in Apple Stores in ganz Japan auf. In diesem Jahr nahmen sie auch am Fuji Rock Festival teil. Im November und Dezember 2007 war die Band auf ihrer Magical Turbulence Tour 2007, deren letzter Auftritt am Heiligabend im Club Citta in Kawasaki stattfand.
Von August bis Oktober 2008 hatte die Band Auftritte in Sendai, Nagoya und Osaka. Im November und Dezember desselben Jahres trat sie in Mexiko, Chile, Brasilien und Argentinien auf. 2014 gab die Band Konzerte in Tokio, Nagoya und Osaka.

## Diskografie
Studioalben
- 2005: Petrol (Lastrum)
- 2007: Turbulence (Vamprose)
- 2008: Via (Vamprose)

Singles und EPs
- 2001: In Stereo (Atmark Corporation)
- 2003: Ammonite (Vamprose)
- 2005: Visions in My Head (Ki/oon)
- 2007: Tuesday (Vamprose)
- 2010: Origin (Vamprose)